# お見送り会
お見送り会（おみおくりかい）は、芸能人のイベントにおいて行われている事柄。

## 概要
芸能人によるライブなどのイベントが終演した後に企画されている事柄である。会場の出口や指定された場所で、公演を行っていた芸能人がファンを送り出すという内容である。このお見送り会に参加できている人というのは、CDを購入したことや、くじを購入したことなどから特典券を入手することができた幸運な人のみとなっている。お見送り会では芸能人は、その場からは動かずに笑顔を浮かべるなどをして、その芸能人の前をファンの行列が通過していくという形式になっている。

### トラブル
2025年5月11日のZEROBASEONEのライブの後にお見送り会が行われたのであるが、そのお見送り会でのスタッフの対応についてSNSで炎上している。そこでのスタッフがファンの列が流れるように誘導することが剥がし行為と呼ばれており、その剥がし行為でトラブルとなっている。そこでのスタッフは、ファンの体を引っ張るようにしたり、背中を強く押すなどかなり強引に剥がし行為を行っていたのであった。この動画が拡散されて、このスタッフが批判されることになっていたのであった。この騒動を受けて運営側は謝罪した。同時に個人を特定できる過剰な行為には法的措置をとるとした。
2020年5月20日には大阪でAぇ! groupのライブが行われ、このライブの後にお見送り会が行われた。このお見送り会でスムーズに移動を促していた剥がし行為に問題が見られた。そのお見送り会は極めて早く進められたり、止まっていないのに背中や腰を押されたり、スタッフの声が大き過ぎたためにメンバーの声が聞き取れなかったなどの意見が見られた。中にはスタッフにおなかを殴られたというファンもいた。ZEROBASEONEのお見送り会での剥がし行為よりも酷かったという声もあった。